# 이 생명 다하도록
"이 생명 다하도록"은 1960년에 개봉한 대한민국의 영화이다.

## 캐스팅
- 최은희 : 아내 역
- 김진규 : 김 대위 역
- 남궁원
- 강신성일
- 김혜정
- 고선애
- 전영선 : 딸 역
- 정성숙
- 박경주
- 조항
- 염석주
- 박성근
- 박광진
- 전봉옥
- 윤정란
- 정득순
- 나정옥
- 박민호
- 이기홍
- 이해룡
- 이예민
- 김수천
- 김만
- 김진